# Rik Luyten
Pour les articles homonymes, voir Luyten.
Henri "Rik" Luyten, né le 11 juillet 1931 à Beverlo et mort le 7 avril 1969 à Kwaadmechelen, est un coureur cycliste belge, professionnel de 1955 à 1967. 
En 1958, il a gagné deux étapes du Tour d'Espagne.

## Palmarès

### Palmarès amateur
- 1954
  - Tour du Limbourg amateurs :
    - Classement général
    - 1re étape
- 1955
  - 3e de Bruxelles-Zepperen
  - 3e du Tour de Belgique amateurs

### Palmarès professionnel
- 1955
  - Cras Avernas-Remouchamps-Cras Avernas
  - 3e du Prix de Saint-Lievin-Esse
- 1956
  - Bruxelles-Couvin
  - Anvers-Gand
  - 2e de Bruxelles-Ingooigem
  - 2e du Trophée des Trois Pays
  - 2e du Grand Prix de l'Escaut
  - 3e du Circuit du Limbourg
- 1957
  - 3ea étape du Tour des Pays-Bas (contre-la-montre par équipes)
  - Anvers-Gand
  - 2e de Bruxelles-Bost
  - 3e d'Anvers-Ougrée
- 1958
  - 15e et 16e étapes du Tour d'Espagne
  - 9e du Tour d'Espagne
- 1959
  - Circuit du Limbourg
  - 2e du Grand Prix de la Banque
- 1960
  - Circuit de Belgique centrale
- 1961
  - 1re étape du Tour de l'Oise
  - Grand Prix Beeckman-De Caluwé
  - 2e du Circuit des régions frontalières
  - 3e du Grand Prix d'Orchies
- 1962
  - 2e étape du Tour de Belgique
  - Grand Prix du 1er mai
  - 3e du Circuit des Trois Provinces (Avelgem)
- 1963
  - Cras Avernas-Remouchamps-Cras Avernas
  - 2e étape d'À travers la Belgique
  - Circuit de Belgique centrale
  - 2e du Grote Prijs Dr. Eugeen Roggeman
  - 3e du Grand Prix Betekom
- 1965
  - 3e de la Flèche des polders

## Résultats sur les grands tours

### Tour de France
1 participation
- 1958 : 52e

### Tour d'Espagne
1 participation
- 1958 : 9e, vainqueur des 15e et 16e étapes